# 石ノ森章太郎
石ノ森 章太郎（いしのもり しょうたろう、1938年〈昭和13年〉1月25日 - 1998年〈平成10年〉1月28日）は、日本の漫画家。本名は小野寺 章太郎（おのでら しょうたろう）。1984年までは「石森 章太郎」の表記を使用していたが、この時期には「いしもり しょうたろう」と呼ばれるのが通例だった。

## 概要
SF漫画、ギャグ漫画から学習漫画まで幅広いジャンルの作品を量産し、“漫画の神様”手塚治虫との対比で「漫画の王様」、「漫画の帝王」 と評された。
代表作は『サイボーグ009』『佐武と市捕物控』『009ノ1』『さるとびエッちゃん』『人造人間キカイダー』『マンガ日本経済入門』『HOTEL』など。仮面ライダーシリーズやがんばれ!!ロボコンを始め、特撮作品の原作者としても活躍した。
昭和30年代から昭和40年代の高度経済成長のアニメなどテレビ放送網の開始時期に、漫画の世界で新しい手法の開発者として目立った存在の漫画家であった。多様な分野と作風の中でも特にSF漫画で他への影響が手塚と並んで大きく、いわゆる手塚風漫画の中で最もスタイリッシュな作風で、各時点での新鮮な画面コマ表現と少女漫画にも通用する滑らかな線をもち、昭和40年代始めごろには漫画の王様と呼ばれていた。この時期の作風は、SF（S&F）性・詩的叙情・画面効果の様式的なアクションを含むことが多かった。それらの要素は1971年に放送開始された『仮面ライダー』以降、徐々に特撮作品へと移っていき、執筆する漫画の傾向は青年漫画や学習漫画など幅広いものとなっていった。
1989年（平成元年）、漫画には「面白い、おかしい」だけではない多数の表現が可能になったとして、漫画の新しい呼び名「萬画」を提唱し「萬画宣言」を発表した。以降は自らの職業を「漫画家」ではなく「萬画家」と称した。没後の2007年末には、500巻770作品におよぶ個人全集『石ノ森章太郎萬画大全集』（角川書店）が、一人の著者による最も多い漫画の出版の記録としてギネス・ワールド・レコーズに認定されている。テレビ原作者（アニメ・実写）としてのクレジットは放映期間のべ六十数年分に及び、野村胡堂、長谷川町子らを凌駕して国内最高で、2020年現在も更新し続けている。
妻の小野寺利子は石森グループ会長。息子に俳優の小野寺丈（長男）と石森プロ社長の小野寺章（次男）がいる。脚本家の石森史郎は従兄弟。小説家の今野敏ははとこ。丈の妻はタレントの白石さおり、俳優・タレントとして活動している小野寺永遠（とわ）、星流（せいる）兄弟は丈の息子、石ノ森にとっては孫にあたる。

## 経歴

### 生い立ち

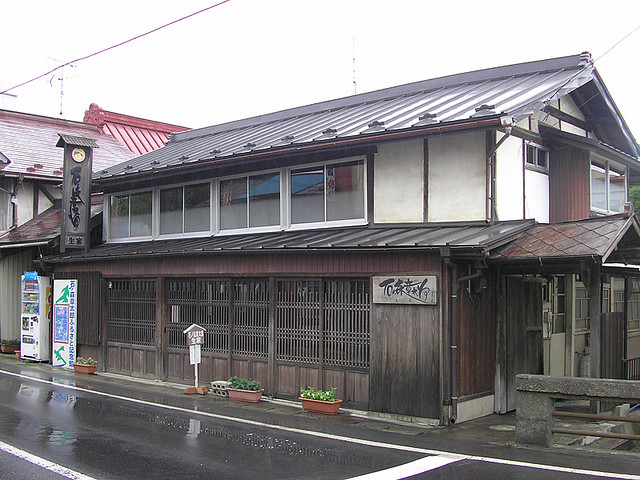
登米市中田町石森の石ノ森章太郎生家。一般公開されている。

1938年（昭和13年）1月25日、宮城県登米郡石森町（後の同郡中田町石森、現在の登米市中田町石森）に、父・康太郎、母・カシクの長男として生まれる。姉、弟2人、妹の5人兄弟。下記にもあるように当初は映画監督を志していたが、3歳上の姉である小野寺由恵は生来病弱で外出もままならないため、学校での出来事や外での見聞などを絵に描いて見せていたのが、漫画の原点であったという。
石森町立石森小学校（現在の登米市立石森小学校）時代は単行本や雑誌を読むのが好きで、あるとき手塚治虫の『新宝島』に出会い衝撃を受け、以後手塚治虫の大ファンとなる。
1950年（昭和25年）、中学生になり手塚治虫にファンレターを出したところ返事が戻ってきたことでますます漫画に夢中になり、2年生のとき初めて4コマ漫画を「毎日中学生新聞」に投稿したところ入選、以後投稿マニアとなる。近所の子供を集めて研究会をつくり会誌『墨汁一滴』を作成（このときは2号で廃刊）、投稿漫画を募集していた『漫画少年』で批評を担当していた手塚治虫の元に送ったりした。
1953年（昭和28年）、宮城県佐沼高等学校に入学。『漫画少年』への投稿仲間を集めて「東日本漫画研究会」を設立、肉筆回覧誌『墨汁一滴』を制作する。第一期の会員には赤塚不二夫、横田徳男、長谷邦夫、横山孝雄、高井研一郎、徳南晴一郎などがいた。このころ既に漫画業界で「宮城県に天才がいる」と評判になっている。このころのあだ名は「じゃがいも」。高校2年生の春（5月）、手塚治虫より仕事を手伝って欲しいとの電報が届き、『鉄腕アトム』のアシスタントを務める。
高校在学中の1954年（昭和29年）、手塚治虫の仲介で、石ノ森は『漫画少年』でデビューすることになる。デビュー作は、1954年12月発売の『漫画少年』1955年新年号に掲載された『二級天使』。

### デビュー以後
1956年（昭和31年）、厳格な公務員であった父からは漫画家になることを反対されていたが、喘息持ちの由恵が両親を説得するなど熱心に応援してくれたこともあり、高校卒業と同時に上京、下落合に下宿する。5月からトキワ荘に移り、15日には病気治療も兼ねて由恵も上京する。手塚をはじめ多くの漫画家たちが住んでいたトキワ荘に住み、作家活動を始めた。トキワ荘グループの男性陣の中では最年少ではあったが、最も早く頭角を現し、赤塚不二夫などは、自分の漫画を描くよりも、石ノ森のアシスタントをする時間の方が多いほどだった。
しかし1958年（昭和33年）4月4日、トキワ荘で石ノ森と同居し、トキワ荘グループのマドンナ的存在となっていた由恵が急逝した。最大の理解者であった姉を失ったことは、後の石ノ森の作風にも大きな影響をもたらした。
1959年（昭和34年）、手塚のアシスタントだった月岡貞夫とともに、手塚の身代わりとして東映動画（現・東映アニメーション）の劇場アニメ『西遊記』の制作現場に派遣された。石ノ森は月岡とともに「このまま東映動画に入ってアニメーションをやりたい」と訴えたが、当時東映動画の若手スタッフだった白川大作（後に東映動画専務）から「（絵が個性的でアニメに向かないから）ちゃんと漫画をやれ。そのかわり漫画が売れたらそれを原作として買いに行く」と説得されて断念した。後にこのときの約束通り東映動画で作品がアニメ化された。さらに東映本体での特撮番組企画へとつながる東映グループとの接点のきっかけとなる。
藤子、赤塚らと共にトキワ荘に長く住み、国民的売れっ子作家に上り詰めた中でも、もっとも遅い時期まで石ノ森はトキワ荘に住み続けた。
1961年（昭和36年）8月24日より70日間の海外旅行に出掛ける。当時は海外旅行が自由化される前で、単なる「観光」では旅行許可が下りなかったため、集英社に依頼しシアトルで開かれるSF大会の取材という名目で臨時に「取材記者」の肩書きを入手している。貯金がなかったため、旅費も各出版社から前借りした。SF大会では、矢野徹の紹介状をSFファンダムで有名なフォレスト・J・アッカーマンに渡し、ロバート・A・ハインライン、ポール・アンダースンらを紹介してもらう。なおこの旅行は、『少女クラブ』などの雑誌の廃刊が続いたことのショックや、姉の死からの逃避行という面も持っていた。
1962年（昭和37年）、トキワ荘を転出する。1963年（昭和38年）5月、鈴木伸一らとアニメーション制作会社「スタジオ・ゼロ」を設立。

### スター作家として

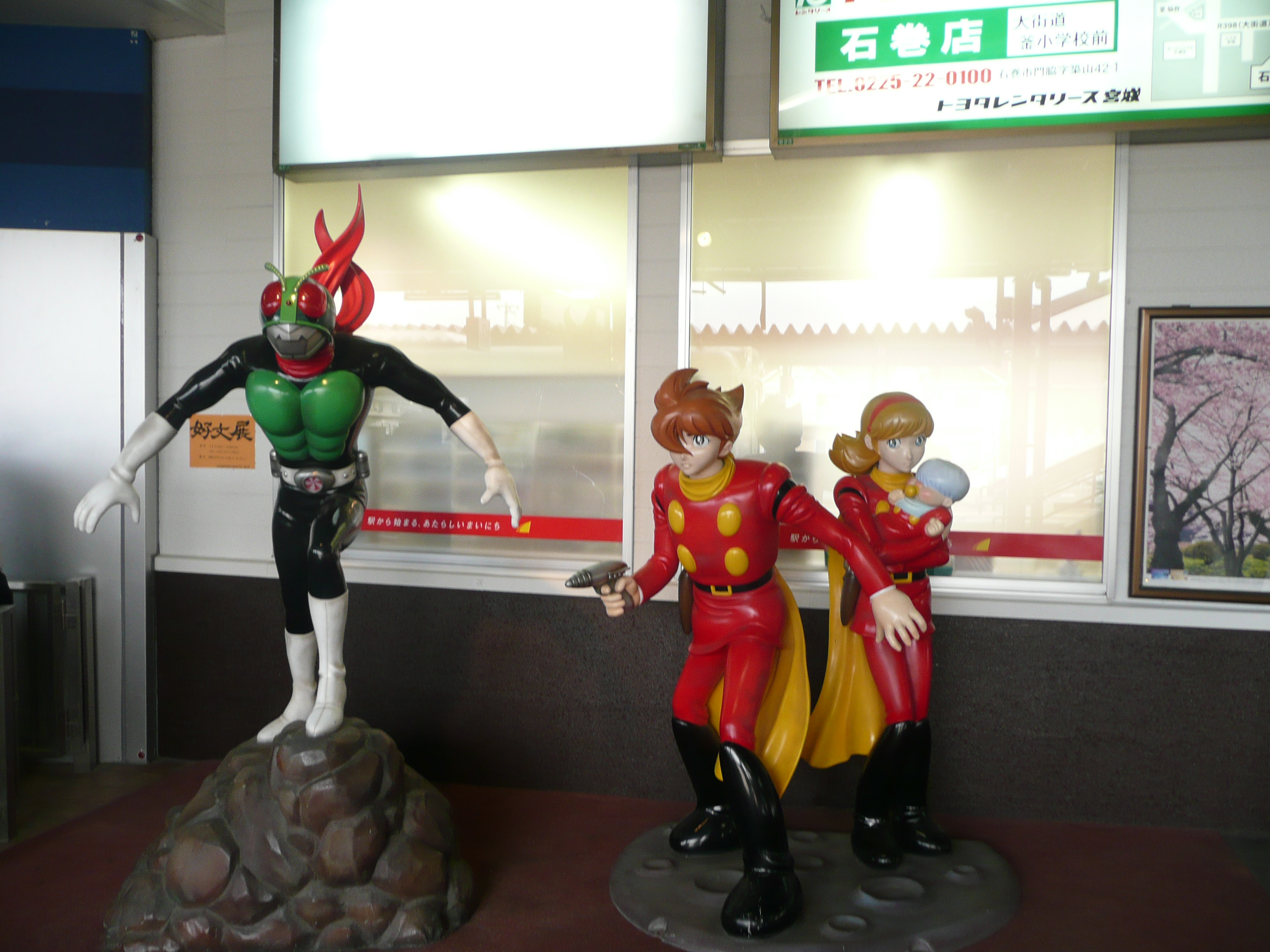
石ノ森萬画館の最寄駅であるJR石巻駅に飾られた人気作品の人形（左側：仮面ライダー、右側：サイボーグ009）。

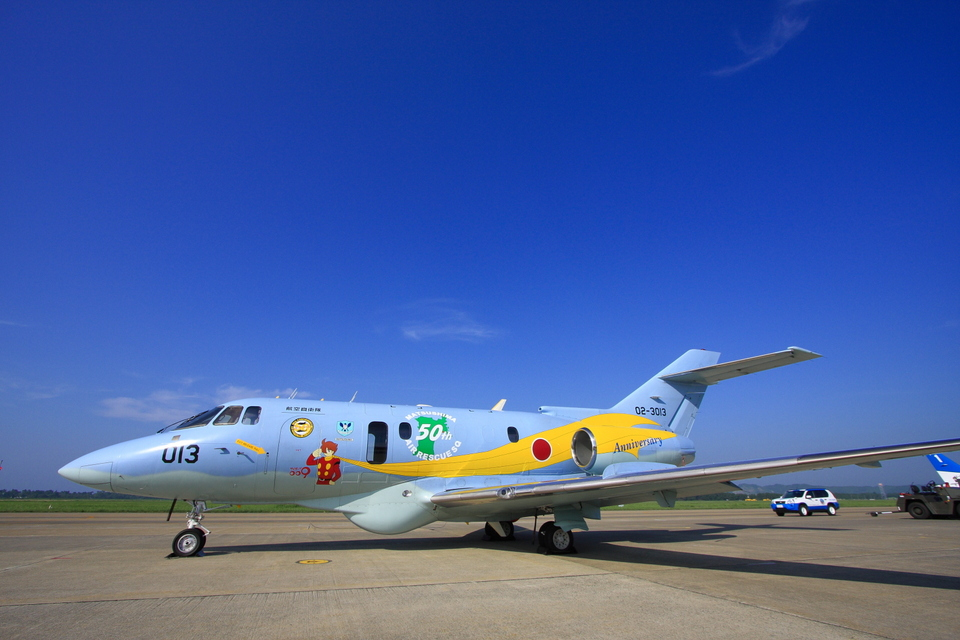
009が描かれた松島救難隊創設50周年記念塗装機。所属は石巻に隣接する東松島市の松島基地。

1964年、手塚治虫の仲人により結婚。また12月に発足した日本漫画家協会に入会する。
1964年（昭和39年）7月19日より『少年キング』にて代表作となる『サイボーグ009』の連載を開始する。この頃にはすでにスター作家となっており、この時期に描かれた石ノ森のマンガ入門書『マンガ家入門』（1965年）、『続・マンガ家入門』（1966年）は当時から広く読まれた。これは漫画の技術論から、具体的なストーリー構想術までが書かれた画期的な漫画家入門書で、長年の間漫画家志望者のバイブルとなった。また、『サイボーグ009』を連載していた当時、ファンレターの宛先が漫画家の住所となっていたため多数の読者が訪問していた。すがやみつるが『サイボーグ009』の連載終了直後に訪問したときは、サインを貰いにきた別の訪問者に対して、訪問者に見えないところで当時チーフアシスタントであった永井豪が絵だけではなくサインまで書き上げて渡していたという。このような対応を行わないと仕事にならないほど訪問者がきていたことが原因である。
1966年（昭和41年）、『ミュータント・サブ』『サイボーグ009』により第7回講談社児童まんが賞を受賞。
1968年（昭和43年）、石森章太郎プロを設立。『ジュン』『佐武と市捕物控』により第13回小学館漫画賞を受賞。
1971年（昭和46年）より、東映特撮作品『仮面ライダー』の原作とその漫画化（仮面ライダー）を担当した。この成功をきっかけに同社における数多くの特撮・変身ヒーロー番組の原作を手がけることになった。もともと映画監督志望だったこともあり、一部の作品（『仮面ライダー』や『イナズマン』）では監督も務めている。
1981年（昭和56年）より日本漫画家協会理事を務める。
1985年（昭和60年）、画業30年を機に「石森章太郎」から「石ノ森章太郎」に改名した。もともと彼のペンネームは故郷の石森町に由来するもので、「石森」と書いて「いしのもり」と読ませるつもりだったが、誰も「いしのもり」と読んでくれず、「いしもり」としか呼ばれなかったため、初心に戻る意味をこめて改名を行なったという。しかし、山田ゴロが自身のサイトで語るところによると、改名する前は打ち合わせ・旅行・忘年会などの季節行事で関係者一同に頻繁に会っていたのが、改名したころからはそれがなくなり、石森プロに連絡しても会わせて貰えなくなった。ほどなく関係者一同の間で「先生は御病気らしい」という話が広まったという。
1988年（昭和63年）、『HOTEL』などにより第33回小学館漫画賞を、『マンガ日本経済入門』により第17回日本漫画家協会賞大賞を受賞。
1989年（昭和64年/平成元年）、『マンガ日本の歴史』の描き下ろしを始めるにあたり「萬画宣言」を発表。
1992年（平成4年）4月、突然高熱を出し入院する。風邪によく似た症状だったが、検査の結果悪性リンパ腫と診断された。その後も闘病生活の傍ら執筆活動を続けたが、1997年秋に病状が悪化し再入院。1998年（平成10年）1月28日、東京都文京区の順天堂大学医学部附属順天堂医院で悪性リンパ腫による心不全のため死去、60歳没。還暦を病院で迎えてから僅か3日後のことであった。戒名は「石森院漫徳章現居士」。墓は東京都豊島区池袋三丁目の祥雲寺にある。

### 没後
1998年（平成10年）、没後、勲四等旭日小綬章、全作品に対して第27回日本漫画家協会賞文部大臣賞、漫画と漫画界への長年の貢献に対して第2回手塚治虫文化賞マンガ特別賞が贈られる。
2000年（平成12年）7月20日、故郷である宮城県登米市中田町に「石ノ森章太郎ふるさと記念館」が設立。
2001年（平成13年）7月、宮城県石巻市に「石ノ森萬画館」設立。
2006年（平成18年）、『石ノ森萬画大全集』刊行開始。
2008年（平成20年）、ギネス・ワールド・レコーズにおいて手塚治虫の「講談社手塚全集」全400巻の記録を「石ノ森萬画大全集」全500冊によって更新、「世界一多作な漫画家」に認定。ギネス世界記録博物館の名誉館長に就任。

## 年表
- 1938年 - 宮城県登米郡石森町（当時）に生誕。
- 1953年 - 『漫画少年』の投稿仲間と「東日本漫画研究会」を結成。肉筆回覧誌『墨汁一滴』を創刊。
- 1954年 - 『漫画少年』での「二級天使」連載でデビュー。
- 1961年 - 70日の海外旅行に行く。
- 1963年 - アニメーション制作会社スタジオ・ゼロ設立（5月8日）に参画。
- 1964年 - 『少年キング』にて代表作「サイボーグ009」の連載開始。
- 1966年 - 『ミュータント・サブ』『サイボーグ009』により第7回講談社児童まんが賞を受賞。
- 1968年 - 石森章太郎プロを設立。『ジュン』・『佐武と市捕物控』により第13回小学館漫画賞を受賞。
- 1971年 - 『仮面ライダー』放映開始。スタジオ・ゼロ、解散。
- 1974年 - 『がんばれ!!ロボコン』放映開始。
- 1975年 - 『秘密戦隊ゴレンジャー』放映開始。
- 1985年 - デビュー30周年を機に「石ノ森章太郎」へ改名。
- 1988年 - 『HOTEL』・『マンガ日本経済入門』により第33回小学館漫画賞を、『マンガ日本経済入門』により第17回日本漫画家協会賞大賞を受賞。
- 1989年 - 「萬画宣言」を発表。
- 1998年 - 心不全により死去。没後、勲四等旭日小綬章、全作品に対して第27回日本漫画家協会賞文部大臣賞、漫画と漫画界への長年の貢献に対して第2回手塚治虫文化賞マンガ特別賞が贈られる。
- 2000年 - 故郷である宮城県登米郡中田町（現在は登米市中田町）石森に「石ノ森章太郎ふるさと記念館」が設立。
- 2001年 - 宮城県石巻市に「石ノ森萬画館」設立[31]。
- 2006年 - 『石ノ森萬画大全集』刊行開始。
- 2008年 - ギネス・ワールド・レコーズにおいて手塚治虫の「講談社手塚全集」全400巻の記録を「石ノ森萬画大全集」全500冊によって更新、「世界一多作な漫画家」に認定。
- 2008年 - ギネス世界記録博物館の名誉館長に就任。

## 人物・作風
トキワ荘時代、病気療養を兼ねて上京し同居していた姉の由恵は美人で有名であり、トキワ荘のマドンナ的存在であった。ある晩、寝床で由恵が石ノ森に好きな人ができたと告げたという。由恵の死後、石ノ森はこのことを相手の名前を伏せた上で公表したが、複数の関係者によると、相手は藤子不二雄Ⓐだという。
アシスタント経験者かつ弟子でもある永井豪は、石ノ森のことを「常人の5倍のスピードで描ける天才」と評している。
藤子不二雄やのちに石ノ森のアシスタントを務めた永井豪など、石ノ森を知る人間は口を揃えて制作の速さを証言している。藤子の『まんが道』では、藤子が2人で1日に5、6枚描ければよいところを、石ノ森は1人で15-20枚を描いていたという話が出てくる。また石ノ森のエッセイ漫画『サンジェルマン伯爵』（サイボーグ009「海底ピラミッド編」のエピローグに相当）には、「昔（赤塚不二夫と2人で描いていた時代）は月650枚という無茶もやったが、最近では歳だから300枚でフウフウいう」とある。
島本和彦は文庫版『石ノ森章太郎のマンガ家入門』の解説で、「石ノ森章太郎は考えずに、考えたあとの結果を惹きだせる作家ということになる。（中略）その後、石ノ森章太郎本人にたずねたことがあるが、この私の理解は正しかった。描くときは「感覚」で描くのだ。しかも「考えながら描くと良いものが出ない」ということなのだ」と書いている。
ヘビースモーカーで灰皿をすぐ一杯にするため、トキワ荘時代は赤塚不二夫が気を利かせてこまめに交換していたという。
上京前から赤塚不二夫と親交を深め、若い頃は常に行動を共にしていた。そのような親密な関係から、石ノ森が亡くなった際には、赤塚が特別に自筆で追悼エッセイを寄せている。この当時、赤塚のエッセイは多くがスタッフや編集者による「聞き書き」であり、自ら直筆で文章を寄せることは非常に稀なことであった。また、2023年12月9日から2024年3月24日まで、トキワ荘マンガミュージアムで特別企画展「ふたりの絆 石ノ森章太郎と赤塚不二夫」が開催されている。
手塚治虫の衣鉢を継ぐSF漫画の第一人者であったが、熱心なSFの読者としても知られ、海外SF小説から作品のヒントを得ていたことも指摘されているし、本人も作中でよく紹介している。

## 映画から受けた影響
子供のころから熱狂的な映画ファンとして知られ、古今東西の映画に通じており、日本映画からハリウッド映画、ルネ・クレマンやマルセル・カルネなどのフランス映画、イタリア映画、イギリス映画に、『ベラクルス（ヴェラクルス）』やジョン・フォード『駅馬車』『荒野の決闘』、『シェーン』や『真昼の決闘』、『誇り高き男』、『夕陽に立つ保安官』、『マッケンナの黄金』、『OK牧場の決斗（OKコラルの決闘）』、『明日に向って撃て!』やサム・ペキンパーのウィリアム・ホールデン主演『ワイルドバンチ』などのアメリカン・ニューシネマ西部劇、俳優ロイ・ロジャースとジェーン・オートリ―、クリント・イーストウッドの『荒野の用心棒』（マカロニウエスタン）などの西部劇や時代劇に恋愛・サスペンス・アクション・SF・コメディ・B級映画の秀作など、監督は日本の黒澤明やアメリカのフォードやチャーリー・チャップリン、アルフレッド・ヒッチコック、フランスのルイ・マルに、俳優は三船敏郎やジャン・ギャバン、ジョン・ウェイン、イングリッド・バーグマン、マリリン・モンロー、オーソン・ウェルズなど。評判の名画は何でも見る語る部類の映画好きであり、同じく大の映画ファンであった手塚や赤塚、藤子らと映画を見て語り映画に狂った青春を過ごし、自身の漫画作品に絶大な影響を受けたことは彼ら自身の発言や作品（特に藤子の『まんが道』）、著書でも多く見られる。
内田吐夢時代劇に深い影響を受けており、特に原作版『仮面ライダー』などに影響を与えた。またライダーはジョン・ウェイン西部劇の影響も強く受けている。
007ことジェームズ・ボンドが活躍する007シリーズのファンであり、敵組織のスペクターは仮面ライダーのショッカーやサイボーグ009のブラックゴーストに強い影響を与え、石ノ森も「大アンケートによるミステリーサスペンス洋画ベスト150」において特に好きな監督にアルフレッド・ヒッチコックとフランスのアンリ＝ジョルジュ・クルーゾーに、作品に『死刑台のエレベーター』や『シャレード』、『現金に体を張れ』を、ショーン・コネリー主演の『007 ロシアより愛をこめて（007/危機一発）』を選んでいる。
昭和のガメラシリーズに出てきた宇宙船のデザインに影響を受けたことで知られる。
映画人たちとの交流
第1回東京国際映画祭に招かれ、1985年5月31日の夜に東京プリンスホテルでウエルカム・パーティに招かれ、この模様の一部がフジテレビ『おもしろバラエティ』枠で生放送された。司会はタモリと明石家さんま、沢口靖子、ハリソン・フォード、ブリジット・フォッセー、ジェームズ・ステュアート、ヘルムート・バーガー、ソフィー・マルソー、ジャンヌ・モローなどの海外スターの他に加え、中曽根康弘首相、三船敏郎、三橋達也、安西郷子、司葉子、仲代達矢、宍戸錠、吉永小百合、石坂浩二、ピーター、島田陽子、松坂慶子、中井貴一、片岡鶴太郎、田原俊彦、近藤真彦、中森明菜、池田満寿夫、佐藤陽子、手塚治虫、小森和子らと出席。
スタジオジブリの鈴木敏夫は少年時代から映画と漫画が大好きであったが、徳間書店のアサヒ芸能時代に、アサ芸の別冊「コミックコミック」で、映画監督に原作を書いてもらい、著名漫画家にそれを漫画にしてもらうという企画を担当しており、石ノ森も同企画に参加し、それが縁でジョージ秋山らと共に、中島貞夫や工藤栄一、五社英雄、石井輝男ら映画監督と、アサ芸時代の鈴木と親交があった。

## 特撮原作者として
石ノ森が原作を手掛けた特撮テレビドラマは、既にある漫画の実写映像化ではなく、製作会社である東映の企画に設定とキャラクターデザインを提供し、出来上がったものを元に漫画も執筆するというものであった。
『仮面ライダー』以後、自身が原作を手がける特撮テレビ番組の漫画連載も多く担当したが、これらはパブリシティ展開として義務付けられていたものであり、テレビ作品の雑誌連載はやりたくないというのが本音であったと述べている。特に作中へテレビ用のキャラクターを登場させると物語に無理が生じることにジレンマを抱えており、後発の『秘密戦隊ゴレンジャー』などではテレビ版とは異なる内容で執筆している。小学生時代にこれらの作品を読んでいた東映の白倉伸一郎は、石ノ森のコミカライズは深いテーマを内包しているが、連載期間内では処理しきれないことが多いと評している。
原作者として参加したテレビ作品に対しては技術的な部分以外に不満はないとしているが、自身の既存の作品を映像化する際は身を切られるような想いであったといい、『サイボーグ009』や『好き! すき!! 魔女先生（千の目先生）』などの設定変更には抵抗があったことを語っている。
これらの実写作品では、主役などのレギュラーのキャラクターデザインを石ノ森が手がけるのが通例だったが、『仮面ライダーストロンガー』以降の仮面ライダーシリーズや『アクマイザー3』『秘密戦隊ゴレンジャー』『ジャッカー電撃隊』などの1970年代中期以降の作品では、毎回登場するゲストのキャラクター（敵の怪人）のデザインも数多くおこなっている。ゲストのキャラクターのデザインの多くは簡単な設定込みで石ノ森がラフスケッチを起こすという形で行われ、このラフスケッチをもとに番組スタッフ側でシナリオや着ぐるみがつくられた。ただし、必ずしも石ノ森のラフが尊重されたわけではなく、造形スタッフ側で大幅にアレンジされることもあった。

## 主要作品リスト
※五十音順
- あかんべえ天使[54]
- アマゾンベビィ[55]
- アンドロイドV
- イナズマン
- おかしなおかしなおかしなあの子 さるとびエッちゃん
- 怪人同盟
- 仮面ライダー
- 仮面ライダーアマゾン - 講談社の幼年誌『テレビマガジン』で連載。仕上げは石川森彦の手による。
- 仮面ライダーBlack
- がんばれ!!ロボコン
- 奇人クラブ[56]
- ギルガメッシュ
- 気ンなるやつら[57]
- グーチョキパッコン[58] - 学研の『1 - 2年の科学』連載のみ。
- 草壁署迷宮課おみやさん
- くノ一捕物帖 恋縄緋鳥
- グリングラス[59]
- 黒い風[60]
- 原始少年リュウ
- 現代経済入門
- 幻魔大戦（原作は平井和正との共同）
- サイボーグ009
- 佐武と市捕物控
- さんだらぼっち[61]
- 猿飛佐助
- 写楽
- ジュン
- 少年同盟
- 人造人間キカイダー
- スカルマン
- セクサドール[62]
- 009ノ1
- 千の目先生
- そして…だれもいなくなった[63]
- タイム ハンター[64]
- チックンタックン
- 塚原卜伝
- 鉄面クロス
- 鉄面探偵ゲン
- テレビ小僧[65]
- 天敵
- 「東洲斎写楽捕者帳之内・早春殺」
- ドッグワールド[66]
- となりのたまげ太くん
- ドンキッコ
- とんでもハウス
- 流れ星五十三次[67]
- 二級天使[68]
- 買厄懸場帖 九頭竜[69]
- 八百八町表裏 化粧師
- 番長惑星
- 秘密戦隊ゴレンジャー（ひみつ戦隊ゴレンジャーごっこ）
- 平賀源内 解国新書
- ひょっこりひょうたん島
- ブルーゾーン
- 変身忍者 嵐
- 北斎
- 星の子チョビン
- HOTEL
- ボンボン[70]
- マンガ日本経済入門
- マンガ日本の歴史
- マンガ中国大人物伝 - 第1巻諸葛孔明・第2巻項羽・第3巻チンギスハン・第4巻始皇帝。死去前の作品である。病死前の予定では（第5巻孔子・第6巻毛沢東・第7巻則天武后・第8巻玄宗皇帝・第9巻李白・第10巻西太后）も執筆されるはずだった。[71]
- 未来救助隊アスガード7
- ミラクルジャイアンツ童夢くん
- 宮本武蔵
- ミュータントサブ
- 幽霊船
- リーコが行く シロクロード - 1981年のテレビドラマ『玉ねぎむいたら…』のための書き下ろし作品。作中で毎週原稿が使用され、内容も放送された。
- 龍神沼 - 石森作品初期の傑作として知られ、自身の漫画家生活を後押してくれた姉をヒロインのイメージとして描かれた作品[72]
- リュウの道
- ロボット刑事
- ワイルド・キャット

### 外部原作者作品
- 宇宙人ピピ（原作：小松左京・平井和正）※SFテレビドラマのコミカライズ。
- 家畜人ヤプー（原作：沼正三）
- 快傑ハリマオ（原作：山田克郎）※ 表記はされていないが、連載当初の分には手塚治虫の直接の関与があったとされる。
- トッポ・ジージョ（原作：マリア・ペレーゴ (it:Maria Perego) ）※人形劇のコミカライズ。
- 多羅尾伴内（原作：比佐芳武、シナリオ：小池一夫）
- マタンゴ（原作：星新一、福島正実）
- アニマル・ファーム（原作：ジョージ・オーウェル）
- ゼルダの伝説（同名ゲームのコミカライズ版。アメリカ合衆国のゲーム雑誌『NINTENDO POWER』にて連載され、日本語訳も刊行）
- グランド・ツアー 英国式大修学旅行 （原作：本城靖久、脚本：仲倉重郎）

### 特撮原作
この欄で紹介する作品は、テレビ番組の企画のブレーンとしての参加であり、テレビの企画が先行し漫画が原作というわけではない（詳細は上記の「経歴」を参照）。また、自らは漫画を描いていない作品も多い。
- 仮面ライダーシリーズ
  - 仮面ライダー（第84話では脚本、監督）
  - 仮面ライダーV3
  - 仮面ライダーX
  - 仮面ライダーアマゾン
  - 仮面ライダーストロンガー（最終回（第39話）では監督・Bパートのみ）
  - 仮面ライダー (スカイライダー)（劇場版では総監督）
  - 仮面ライダースーパー1
  - 10号誕生!仮面ライダー全員集合!!
  - 仮面ライダーBLACK
  - 仮面ライダーBLACK RX[注釈 16]
  - 真・仮面ライダー 序章
  - 仮面ライダーZO
  - 仮面ライダーJ
- 人造人間キカイダー（後にアニメ化）
  - キカイダー01
  - 人造人間ハカイダー
  - KIKAIDER00 - 晩年の未映像化企画、S.I.C.にて具現化する。
- ロボット刑事
- がんばれ!!ロボコン
- ロボット110番
- スーパー戦隊シリーズ
  - 秘密戦隊ゴレンジャー
  - ジャッカー電撃隊
- イナズマン（11話では脚本、監督）
  - イナズマンF
- 変身忍者 嵐
- 快傑ズバット
- アクマイザー3
  - 超神ビビューン
- 宇宙からのメッセージ・銀河大戦
- 宇宙鉄人キョーダイン
- 大鉄人17
- 星雲仮面マシンマン
- 兄弟拳バイクロッサー[注釈 17]
- TVオバケてれもんじゃ
- 好き! すき!! 魔女先生
- 透明ドリちゃん
- 東映不思議コメディーシリーズ
  - ロボット8ちゃん
  - バッテンロボ丸
  - ペットントン
  - どきんちょ!ネムリン
  - 勝手に!カミタマン
  - もりもりぼっくん
  - おもいっきり探偵団 覇悪怒組
  - じゃあまん探偵団 魔隣組
  - 魔法少女ちゅうかなぱいぱい!
  - 魔法少女ちゅうかないぱねま!
  - 美少女仮面ポワトリン
  - 不思議少女ナイルなトトメス
  - うたう!大龍宮城
  - 有言実行三姉妹シュシュトリアン
- ボイスラッガー - 自ら制作に参加した最後の作品であり、放送当時のキャッチコピーでは遺作と呼ばれていた。
- ロボコン（正式タイトル不明） - 晩年の未映像化企画、ロビーナのデザインなど『燃えろ!!ロボコン』の参考になった。

以下は没後製作されたが、著作権管理を一括する配慮からテロップでは原作者とされている。
- 燃えろ!!ロボコン
- 仮面ライダーシリーズ
  - 仮面ライダークウガ
  - 仮面ライダーアギト
  - 仮面ライダー龍騎
  - 仮面ライダー555
  - 仮面ライダー剣
  - 仮面ライダー響鬼
  - 仮面ライダーカブト
  - 仮面ライダー電王
  - 仮面ライダーキバ
  - 仮面ライダーディケイド
  - 仮面ライダーG - TVSP
  - 仮面ライダーW
  - 仮面ライダーオーズ/OOO
  - 仮面ライダーフォーゼ
  - 仮面ライダーウィザード
  - 仮面ライダー鎧武/ガイム
  - 仮面ライダードライブ
  - 仮面ライダーゴースト
  - 仮面ライダーエグゼイド
  - 仮面ライダービルド
  - 仮面ライダージオウ
  - 仮面ライダーゼロワン
  - 仮面ライダーセイバー
  - 仮面ライダーリバイス
  - 仮面ライダーギーツ
  - 仮面ライダーガッチャード
  - 仮面ライダーガヴ
  - 仮面ライダー THE FIRST
  - 仮面ライダー THE NEXT
  - 仮面ライダーアマゾンズ
  - シン・仮面ライダー
- キカイダー REBOOT
- がんばれいわ!!ロボコン

#### 共作扱い
「スーパー戦隊シリーズ」の原作は、第1作『秘密戦隊ゴレンジャー』と第2作『ジャッカー電撃隊』のみ石ノ森（当時は「石森」）が担当し、第3作『バトルフィーバーJ』以降は八手三郎に交代した。ただし、秘密戦隊ゴレンジャーとジャッカー電撃隊も登場する場合や「仮面ライダーシリーズ」とのクロスオーバーでは、石ノ森も連名でクレジットされている。
- 未来戦隊タイムレンジャースペシャル
- 百獣戦隊ガオレンジャーVSスーパー戦隊
- 轟轟戦隊ボウケンジャーVSスーパー戦隊
- 海賊戦隊ゴーカイジャー - テレビシリーズ本編では初の共作
  - ゴーカイジャー ゴセイジャー スーパー戦隊199ヒーロー大決戦
  - 海賊戦隊ゴーカイジャー THE MOVIE 空飛ぶ幽霊船
  - 海賊戦隊ゴーカイジャーVS宇宙刑事ギャバン THE MOVIE
  - 特命戦隊ゴーバスターズVS海賊戦隊ゴーカイジャー THE MOVIE - 石ノ森のキャラクターは登場しないが、第35作『海賊戦隊ゴーカイジャー』の著作権管理を一括するためクレジット
  - テン・ゴーカイジャー - 映像には石ノ森の名もクレジットされているが、公式サイトではノンクレジット
- 仮面ライダー×スーパー戦隊 スーパーヒーロー大戦
  - 仮面ライダー×スーパー戦隊×宇宙刑事 スーパーヒーロー大戦Z
- 平成ライダー対昭和ライダー 仮面ライダー大戦 feat.スーパー戦隊
- 烈車戦隊トッキュウジャーVS仮面ライダー鎧武 春休み合体スペシャル
- 手裏剣戦隊ニンニンジャーVS仮面ライダードライブ 春休み合体1時間スペシャル
- スーパーヒーロー大戦GP　仮面ライダー3号
- 動物戦隊ジュウオウジャー 第7話・第28話・第29話
- 仮面ライダーゴースト 第24話
- 仮面ライダー×スーパー戦隊 超スーパーヒーロー大戦
- 宇宙戦隊キュウレンジャー 第7話
- 仮面ライダーエグゼイド 第24話
- 4週連続スペシャル スーパー戦隊最強バトル!!
- 機界戦隊ゼンカイジャー - スペシャルサンクスとしてクレジット
  - 機界戦隊ゼンカイジャーVSキラメイジャーVSセンパイジャー
  - ツーカイザー×ゴーカイジャー ～ジューンブライドはたぬき味～
- セイバー+ゼンカイジャー スーパーヒーロー戦記
- 暴太郎戦隊ドンブラザーズ - スペシャルサンクスとしてクレジット
- 暴太郎戦隊ドンブラザーズ meets 仮面ライダー電王 目指せ!ドン王 デン1話-デン3話
- ナンバーワン戦隊ゴジュウジャー - スペシャルサンクスとしてクレジット
- ゴジュウジャー補ジュウ計画 ナンバーワン懺悔室

なお、『仮面ライダーディケイド』第24話・第25話と第33作『侍戦隊シンケンジャー』第20話・第21話（両作品のクロスオーバー）においては、『ディケイド』では石ノ森のみが、『シンケンジャー』では八手のみがそれぞれ原作者としてクレジットされた。第39作『手裏剣戦隊ニンニンジャー』第7話にはアカレンジャーが登場しているが、石ノ森のクレジットはなかった。
一方、石ノ森（石森）が単独原作者とされる東映作品（『宇宙鉄人キョーダイン』『快傑ズバット』『氷河戦士ガイスラッガー』など）において、八手が作詞者としてクレジットされている楽曲が多い。

### アニメ 原作
- レインボー戦隊ロビン
- サイボーグ009
- 海賊王子
- ドンキッコ
- 空飛ぶゆうれい船 - 石ノ森の短編漫画「ゆうれい船」が原作になっている。
- 海底3万マイル
- 佐武と市捕物控
- さるとびエッちゃん - 原案は『ちいさな ちいさな ちいさなあの子』。後に、『おかしな おかしな おかしなあの子 さるとびエッちゃん』となる（本アニメはこちらの方を元としている）。
- 原始少年リュウ
- 星の子チョビン - 自身のコミカライズ版もある。
- となりのたまげ太くん
- 氷河戦士ガイスラッガー （共同製作 - 東京ムービー、オカスタジオ）
- 大恐竜時代
- ミラクルジャイアンツ童夢くん
- チックンタックン
- マンガ日本経済入門
- 八百八町表裏 化粧師
- 仮面ライダーSD

以下は没後の製作。
- ワンダーベビルくん - 石ノ森の遺稿原案を元にして制作された。
- 人造人間キカイダー - 『人造人間キカイダー THE ANIMATION』『キカイダー01 THE ANIMATION』の2作品に分けてアニメ化。
- ギターを持った少年 -キカイダーVSイナズマン- - 『イナズマン』から、ジロー／キカイダーが登場する一編のみアニメ化。『キカイダー01 THE ANIMATION』のDVD-BOXに映像特典として収録。
- 幻魔大戦 神話前夜の章
- ギルガメッシュ
- イマジンあにめ
- 009-1 - 『009ノ1』が原型。
- スカルマン

### テレビドラマ原作
- レッドビッキーズシリーズ
  - がんばれ!レッドビッキーズ
  - それゆけ!レッドビッキーズ
- フラワーアクション009ノ1 - 石ノ森の漫画「009ノ1」が原作になっている。
- 好き！すき‼魔女先生 - 石ノ森の少女向け漫画「千の目先生」が原作になっている。
- 風鈴捕物帳
- 燃えろアタック
- HOTEL

以下は没後の製作。
- おみやさん - 石ノ森の漫画「草壁署迷宮課おみやさん」が原作になっている。

この他、『新・おみやさん』2012年版第1話と『京都地検の女』2012年版第1話では両作品同士のクロスオーバーが行われたが、『京都地検の女』では石ノ森は原作者としてクレジットされていない。

### テレビドラマキャラクターデザイン
- ザ・スーパーガール

### 映画原作一覧

#### アニメ映画
- 空飛ぶゆうれい船
- サイボーグ009
- サイボーグ009 怪獣戦争
- サイボーグ009 超銀河伝説
- 幻魔大戦
平井和正との共作を元としたアニメ作品。製作にも携わっている。
- 009 RE:CYBORG

#### 実写映画
- 宇宙からのメッセージ
原案とメカ・デザインの一人。映画版のコミカライズ、野田昌宏の小説版のイラストも担当。
- 化粧師 KEWAISHI
- 009ノ1 THE END OF THE BEGINNING

### 他作家が執筆した作品の原作
映像作品のコミカライズ、ノベライズは除く。

#### 漫画
仮面ライダーシリーズの漫画作品は、仮面ライダーシリーズ#他の作家による漫画作品を参照。
- スカルマン
  - スカルマン（作画：島本和彦）
石ノ森本人が執筆したオリジナル版の続編。島本版のために、新たに原作となるプロットを書き下ろしている。
  - スカルマン（作画：MEIMU）
正確には、TVアニメのコミカライズであるが、便宜上（島本版との差を書くため）、書いておく。
- 人造人間キカイダー
  - キカイダー02（作画：MEIMU）
ホラーの要素を加えた作品。
  - イナズマンVSキカイダー
『キカイダー02』の続編（正確には繋がりに矛盾がある）。
- 幻魔大戦
  - 幻魔大戦 Rebirth（原作：平井和正・石ノ森章太郎、脚本：七月鏡一、作画：早瀬マサト・石森プロ）
幻魔大戦シリーズの続編。

#### 小説
- 仮面ライダー 誕生1971/希望1972/流星1973（作：和智正喜）
- 仮面ライダーEVE-MASKED RIDER GAIA-（ストーリー：早瀬マサト）※生前に雑誌掲載用に企画された『仮面ライダーガイア』を原作としている。

### 作詞
- 戦いおわって - 『サイボーグ009』（テレビ版第1作）ED
- 原始少年リュウが行く - 『原始少年リュウ』OP
- ランのうた - 同ED
- がんばれロボコン - 『がんばれ!!ロボコン』OP
- ゴーゴー・キカイダー - 『人造人間キカイダー』OP
- キカイダー01 - 『キカイダー01』OP
- 月光の子守唄 - 『好き!すき!!魔女先生』ED
- 地獄のズバット - 『快傑ズバット』OP
- 戦えイナズマン - 『イナズマン』OP
- イナズマン・アクション - 『イナズマンF』ED
- 勝利だ!アクマイザー3 - 『アクマイザー3』OP
- 斗え!!超神ビビューン - 『超神ビビューン』OP
- 宇宙鉄人キョーダイン - 『宇宙鉄人キョーダイン』OP
- オー!!大鉄人ワンセブン - 『大鉄人17』OP
- 透明ドリちゃん - 『透明ドリちゃん』OP
- やがて青春 - 『それゆけ!レッドビッキーズ』OP
- 勇者よ銀河を渡れ - 『宇宙からのメッセージ銀河大戦』OP
- 星雲仮面マシンマン - 『星雲仮面マシンマン』OP
- たたかえ!バイクロッサー - 『兄弟拳バイクロッサー』OP
- ロボット8ちゃん - 『ロボット8ちゃん』前期OP
- 8ちゃんのえかき唄 - 同後期ED
- ロボットガンちゃん110番 - 『ロボット110番』OP
- 誰がために - 『サイボーグ009』（テレビ版第2作）OP
- 星の子チョビン - 『星の子チョビン』OP
- 星のしずくの子守唄 - 同ED
- 氷河戦士ガイスラッガー - 『氷河戦士ガイスラッガー』OP

など。
仮面ライダーシリーズ 関連楽曲
- レッツゴー!! ライダーキック - 『仮面ライダー』（第1作）OP1&OP2
  - Let's Go RiderKick 2011 - リメイク曲
- ライダーアクション - 同ED2&OP3
- 戦え! 仮面ライダーV3 - 『仮面ライダーV3』OP
  - KAMEN RIDER V3 - リメイク曲
- V3アクション - 同挿入歌
- セタップ! 仮面ライダーX - 『仮面ライダーX』OP
- アマゾンライダーここにあり - 『仮面ライダーアマゾン』OP
- アマゾンライダーアクション - 同挿入歌
- ストロンガーアクション - 『仮面ライダーストロンガー』後期ED
- 見よ!仮面ライダーストロンガー - 同挿入歌
- 燃えろ!仮面ライダー - 『仮面ライダー』（スカイライダー編）前期OP
- 男の名は仮面ライダー - 同後期OP
- 変身!仮面ライダー - 同挿入歌
- 仮面ライダースーパー1 - 『仮面ライダースーパー1』OP
- ドラゴン・ロード - 『仮面ライダーZX』イメージソング/『10号誕生!仮面ライダー全員集合!!』OP

など。
スーパー戦隊シリーズ 関連楽曲
- 進め!ゴレンジャー - 『秘密戦隊ゴレンジャー』OP
- 見よ!!ゴレンジャー - 『秘密戦隊ゴレンジャー』後期ED
- ジャッカー電撃隊 - 『ジャッカー電撃隊』OP
- スーパー戦隊バンバラバン - スーパー戦隊シリーズ・イメージソング[注釈 18]

### 著書
- 『世界まんがる記 : 外貨ムダづかい旅行』〈三一新書〉、三一書房、1963年5月4日。NDLJP:2983789。
  - 『世界まんがる記』〈中公文庫〉、中央公論社、1984年5月10日。NDLJP:12164602。
  - 『世界まんがる記 - 50年前の世界一周』清流出版、2008年
- 『少年のためのマンガ家入門』秋田書店、1965年
- 『続 マンガ家入門』秋田書店、1966年
- 『石森マンガ教室』黒崎出版、1969年
- 『石森章太郎・落書ノート - 体験的創作論』小学館、1980年
- 『章説・トキワ荘・春』スコラ、1981年
  - 『トキワ荘の青春 - ぼくらの漫画修業時代』講談社文庫、1986年
  - 『章説 トキワ荘の青春』中公文庫、2018年 ISBN 978-4122066472
- 『レオナルド・ダ・ビンチになりたかった』ポプラ社、1983年
  - 『石ノ森章太郎の青春』小学館文庫、1998年
  - 『ボクはダ・ヴィンチになりたかった』清流出版、2008年 ISBN 978-4860292522
- 『石ノ森章太郎のマンガ家入門』秋田書店、1988年（『少年のためのマンガ家入門』と『続 マンガ家入門』を合わせて再編集したもの）
  - 『石ノ森章太郎のマンガ家入門』秋田文庫、1998年 ISBN 978-4253172509
- 『絆 - 不肖の息子から不肖の息子たちへ』鳥影社、2003年（石ノ森の話を書き下ろしにしたエッセイ） ISBN 978-4886297952

### 石ノ森章太郎萬画大全集
角川グループ創立60周年の記念企画。2006年2月22日第1期発売開始。全12期500冊。770タイトルにもなる。2008年現在全12期発行完了。
ネットでの予約販売のみ（一般書店では購入不可能）、各期ごとのセット販売のみ（1冊ずつの購入は不可能）、限定生産という、入手を難しくする条件が重なったため、復刊ドットコムで販売形式が発表された当初は、掲示板に批判的な意見が多数寄せられた。
2008年1月24日にギネス・ワールド・レコーズから「1人の著者によって出版された最多コミックの記録」として世界記録の認定を受けた。
2014年〜2015年には、同様の企画として電子書籍『石ノ森章太郎　デジタル大全』（石森プロ・講談社）の配信が開始されている。（全15期500冊） こちらは1冊から購入可能になっている。

### キャラクターデザイン
上のアニメや特撮の原作となった作品のキャラクターは省いている。
- デンセンマン
みごろ!たべごろ!笑いごろ!のキャラクター。
- ゴリレンジャー
正義だ!味方だ!全員集合!!（松竹映画）の劇中劇のキャラクター。第1作『秘密戦隊ゴレンジャー』のパロディであり、パロディを本家が引き受けた珍しい例でもある。
- マナビィ
全国生涯学習フェスティバルのキャラクター。全国各地の生涯学習啓発活動でマスコットとして採用されている。
- りゅうごん
秩父市吉田地区の祭り「龍勢祭り」のマスコット。なお誕生時は合併前の吉田町のマスコットだった。名前は龍（りゅう）とドラゴンの「ゴン」を合わせたもので、一般公募で決定した。

### その他
- 鉄腕アトム ミドロが沼の巻 - 原画マンのうちのひとりとして。※　スタジオ・ゼロが虫プロダクションから制作を受けたもの。アトムなどの絵柄が各人ごとにバラバラであったために、虫プロは大幅に手直し作業をしたとされる。
- オバケのQ太郎 - 作画協力
- 石ノ森章太郎のマンガ超電導講座（講談社Quark編） - 漫画作品（高温超電導体の発見、フィーバーの様子を独特の表現で描いた）
- シージェッター海斗
- デューン 砂の惑星/砂の救世主/砂の子供たち（長編SF小説、早川書房） - 日本語初期版の表紙イラストと挿絵
- ルパン三世 DEAD OR ALIVE - モンキー・パンチ応援団の参加者。
- コズミックゲリラ - ユニバーサルのアーケードゲーム、石森プロとしてコンセプトデザインを担当
- あしたの朝は星の上
- ちいたかわしわしごりらんらん
- 2012 009 conclusion GOD'S WAR（サイボーグ009完結編） - 小説作品、小野寺丈との共著（膨大な量のプロットを作成したが実際の作品は一部の原稿を執筆したのみで未完、後に小野寺が引き継いだ）
- 有害コミック騒動に対して - 「コミック表現の自由を守る会」を結成、表現の規制を抑止
- ゆうばり国際ファンタスティック映画祭 - シネガーのキャラクターデザイン
- 2008年は石ノ森章太郎生誕70周年や没後10年でもあり、同年3月23日から29日にかけてNHK-BS2にて石ノ森の漫画作品や映像原作作品を特集する「とことん！石ノ森章太郎」が31時間超の異例の特別番組として放送され、また、「70周年記念DVDボックス」が発売されるなど記念行事的なイベントが続いた。
- 猫が通れば道理引っ込む - 複数の漫画家によるエッセイ集。執筆陣のひとりとして参加。

## 主な出演作品
原作者という立場ではあるが、いくつかの作品では、石ノ森章太郎本人がテレビ番組や映画作品中に出演している。
出演時期によっては「石森章太郎」名義になっている。

### テレビ
- 仮面ライダー（1972年、東映）第84話. イソギンジャガーに殺された釣り人
- イナズマン（1973年、東映）第11話. 石川博士の助手
- 快傑ズバット（1977年、東京12チャンネル）第10話. 元プロ野球選手の石森選手[注釈 19]
- ロボット110番（1977年、東映）最終話（第37話）．ロボット博士
- 大恐竜時代（アニメ）（1979年10月7日公開、日本テレビ）ジュン（主人公）の父の声[75]
- それゆけ!レッドビッキーズ（1981年、東映）第53話. 本人役

### 映画
- フィンガー5の大冒険（1974年、東映）観客として家族4人でカメオ出演（監督も行っている）
- 仮面ライダー 8人ライダーVS銀河王（1980年、東映）天海乗組員（総監督も行っている）
- 仮面ライダーBLACK 鬼ヶ島へ急行せよ（1988年、東映）釣り人
- 未来の想い出（1992年、東宝）本人役

### ビデオ
- 真・仮面ライダー 序章（1992年、東映）冒頭で盗聴器を仕掛けた男　※特別出演

### ラジオ
- 仮面ライダー10号誕生記念・石森章太郎のオールナイトニッポン

## 関連人物

### 手塚治虫
手塚治虫と石ノ森章太郎は単に知名度のみならず、漫画作品の質・量とも随一であり、共通するエピソードも多いため、節を分けて解説する。
デビュー前
石森章太郎は幼少の頃、手塚治虫・酒井七馬の「新宝島」に衝撃を受けて漫画家を志し、手塚の連載していた学童社の漫画少年誌の読者投稿欄に毎回送っていた。手塚は石森を「ズバ抜けたデッサン」「天才的な少年の絵」と評価し、それは次第に仕事を手伝って欲しいと思わせるようになる。
高校2年生の春、『鉄腕アトム』の「電光人間の巻」執筆中の手塚に「シゴトヲテツダツテホシイ」との電報を受け、学校を休んで上京し、中間テストを挟んで彼のアシスタントを務めた。このとき、背景や脇役だけを描けば充分であったにもかかわらず、アトムやヒゲオヤジなどのメインキャラクターまですべてを手塚タッチで描いてみせたため、手塚も度肝を抜かれたという。
手塚の仲介が入り、石森は漫画少年誌で漫画家としてデビューすることになる。デビュー作「二級天使」の原稿を見た手塚は「かれもディズニーにいかれているな」と評したという。
デビュー後
高校卒業と同時に上京し、その1か月後には手塚の住んでいたトキワ荘に住む。
1959年（昭和34年）、手塚が制作スタッフとして加わっていた東映動画（現・東映アニメーション）の劇場アニメ『西遊記』の制作現場に、手塚から依頼されて助手として派遣された。漫画の執筆などにより、多忙で制作に参加できなくなった手塚が、自分の代わりとして当時手塚のアシスタントであった月岡貞夫とともに送り込んだのであった。
1967年（昭和42年）より虫プロ商事発行の『COM』に石森が連載した『ジュン』は、姉への愛情とその喪失を主題に、明確なストーリーを描かずに絵とコマの流れだけで叙情的な世界を表現した実験的な作品であり、当時の漫画読者に熱狂的に迎えられた。しかし、この時に手塚と石森の両方のファンであるという某読者が手塚に『ジュン』についての感想を求めた手紙に対し、手塚は「あれは漫画ではない」と『ジュン』への批判ととれる内容を返信した。その読者は、それを「手塚治虫はこのように評しています」と石森に送った。それを読んで衝撃を受けた石森は『ジュン』の打ち切りを宣言したが、直後に彼の住むアパートを手塚が一人で訪れ、「なぜあんなことを言ったのか分からない」と謝罪したというエピソードがある。結局、『ジュン』はそれ以降も描き継がれ、『佐武と市捕物控』とともに1968年の小学館漫画賞受賞作品となった。
その後に手塚と石森の関係は修復し、手塚は何度か石森を自身の漫画に登場させている。手塚が亡くなる少し前には、対談も行なっている。
手塚治虫の没後
1990年「手塚治虫展 フィルムは生きている」で、タイトル題字を藤子不二雄、鈴木伸一、馬場のぼるなどとの共同で担当。
没後、第2回手塚治虫文化賞マンガ特別賞が贈られる。

### アシスタント
山田及びすがやのサイトによると、正確には「石ノ森の作画作業を補助する、本来の意味のアシスタント」（こちらは石森スタジオと呼ばれていた）と、「石森プロ関連作品の漫画化やキャラクター商品などの絵描き」の二種類があり、両者は仕事場も別々で、どちらかしか担当したことがない者も多いという。例として永井は前者、すがやは後者である。石森が亡くなった際、葬儀は密葬にて行われたが、『ライダー』ブームから始まるテレビまんが誌黎明期に活躍していた門下生たちは直訴した結果、石森の家までの集団訪問を許されている。
石ノ森はすがやに対し「アシスタントは多かったが、弟子はすがやだけである」と述べている。
- 永井豪
- 山内ジョージ
- 竹宮惠子
- 桜多吾作
- すがやみつる
- 早瀬マサト
- 山田ゴロ
- 細井雄二
- 野口竜
- 成井紀郎
- 安土じょう（金山静夫）
- シュガー佐藤
- 石川森彦
- 土山よしき
- ひおあきら（菅野誠）
- 河あきら
- 宮谷一彦
- かがみあきら
- 津原義明
- 渡辺電機(株)

### 芸名を命名した俳優
- 伴大介
- ショッカーO野 この芸名は本人の自作だが、石ノ森に後付けで名付け親という立場になってもらっている[80]。
- 菊容子

## 石ノ森章太郎を演じた人物
ドラマ
- 『まんが道 青春編』（1987年、NHK総合「銀河テレビ小説」） - 小野寺丈
- 『ドキュメンタリードラマ 手塚治虫×石ノ森章太郎』（2013年7月6日・13日、NHK BSプレミアム） - 田中裕二（爆笑問題）
- 『ヒーローを作った男 石ノ森章太郎物語』（2018年8月25日、日本テレビ「24時間テレビ 愛は地球を救う41」） - 中島健人、林田悠作（子供時代）、田中奏生（中学生時代）、山寺宏一（ナレーション）

映画
- 『トキワ荘の青春』（1996年） - さとうこうじ
- 『セイバー+ゼンカイジャー スーパーヒーロー戦記』（東映、2021年） - 鈴木福（少年時代）

テレビアニメ
- 『ぼくらマンガ家 トキワ荘物語』（1981年10月3日、フジテレビ「日生ファミリースペシャル」） - 富山敬
- 『サイボーグ009 THE CYBORG SOLDIER』50話（2002年10月13日、テレビ東京） - 岩崎ひろし

## 関連施設

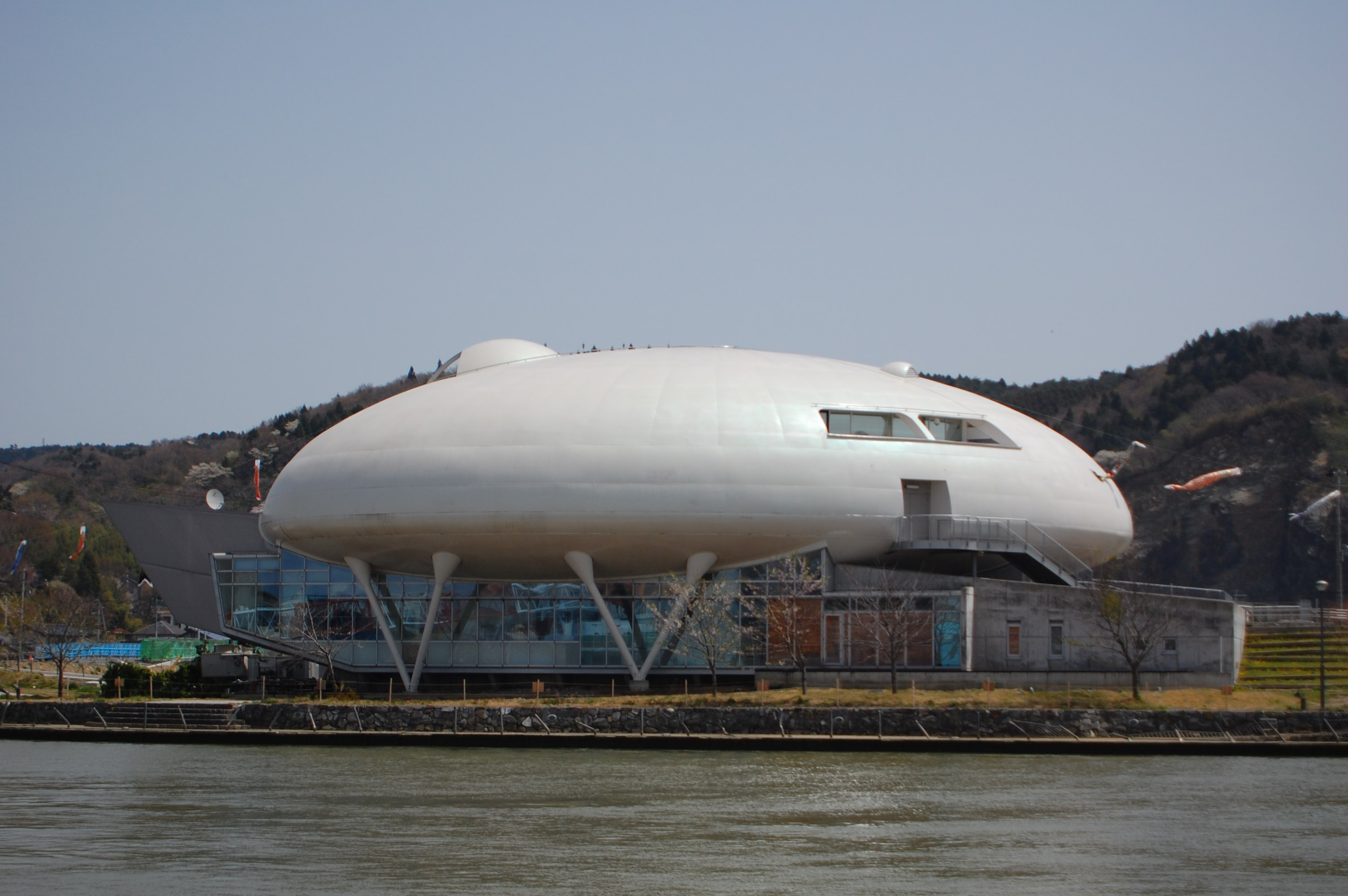
石ノ森萬画館（2012年4月撮影）

石ノ森章太郎ふるさと記念館
石ノ森の人物と歴史に焦点を当てた展示施設。宮城県登米市の石ノ森の生家から車で約40分の位置に所在する。2000年7月開館。
石ノ森個人の愛用品や収集物、記念品などを中心に展示している。
石ノ森萬画館
石ノ森作品を題材とした展示施設。石ノ森が第2の故郷としていた宮城県石巻市に所在する。2001年7月開館。
2011年3月11日に東北地方太平洋沖地震の大津波で被害を受けたが、2012年11月17日再開館。